# David Dunne
David Dunne (n. 30 noiembrie 1955) este un înotător ce a reprezentat Regatul Unit al Marii Britanii și al Irlandei de Nord, medaliat olimpic. A participat la o ediție a Jocurilor Olimpice (1976) în care a câștigat două medalii de bronz.